# 霊諍山
霊諍山（れいじょうざん）は、長野県千曲市にある山。

## 地理
千曲市八幡集落の背後、大雲寺の裏手にそびえる。稜線はなだらかで、植生はスギが主。長野県は1982年（昭和57年）9月30日付けで当地（地域名「大雲寺」）9.8ヘクタールを郷土環境保全地域に指定した。範囲は霊諍山山頂付近から北東側、大雲寺の境内（池を含む）あたりまで。

## 大雲寺
大雲寺（だいうんじ）は、霊諍山のふもとにある寺院。曹洞宗の禅寺である。江戸時代、宝暦3年（1753年）に本堂が築かれた。春は500本もの桜（ヒガンザクラ、ソメイヨシノ、シダレザクラ）、夏は池一面の蓮、秋は紅葉、冬は雪化粧をした松の木々が美しい。

### 境内
- 本堂
- 石垣 - 天保5年（1834年）より9年間を費やし完成。古城のような外観を呈する[7]。
- 大雲寺池 - 一面に蓮が植生。蓮の花は夏（7月上旬 - 8月上旬）に見頃を迎える。春は水面に桜を映す[4]。

## 霊諍山の石仏
霊諍山の山中、大雲寺自然探勝園内に110体あまりの石仏群がある（北緯36度31分7秒 東経138度5分2秒 / 北緯36.51861度 東経138.08389度）。修那羅天武の高弟によって開かれたと伝わる。

### 猫神の石仏
養蚕業が盛んに行われていた時代、それに関連した神社や石仏が霊諍山に造られた。
1892年（明治25年）、蚕影神社（茨城県つくば市）を霊諍山に勧請。このとき造られた社殿は現存しない。
また、霊諍山の石仏のうち2体はネコの姿をかたどったもの（猫神）となっている。養蚕業を営む農家は、蚕の繭を食い荒らすネズミを害獣と見なしており、その天敵であるネコを守護神として祀った。

## ギャラリー

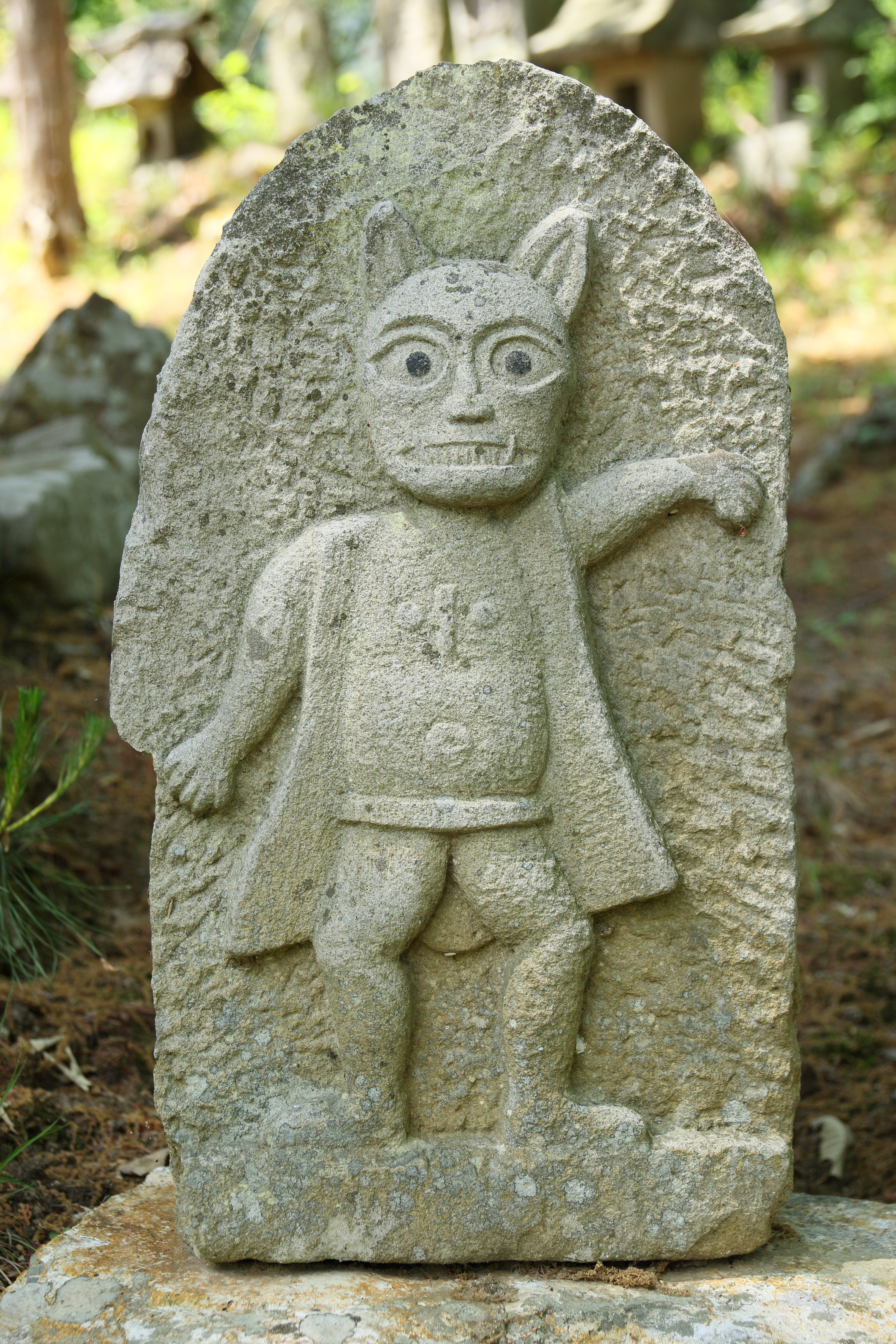
猫神
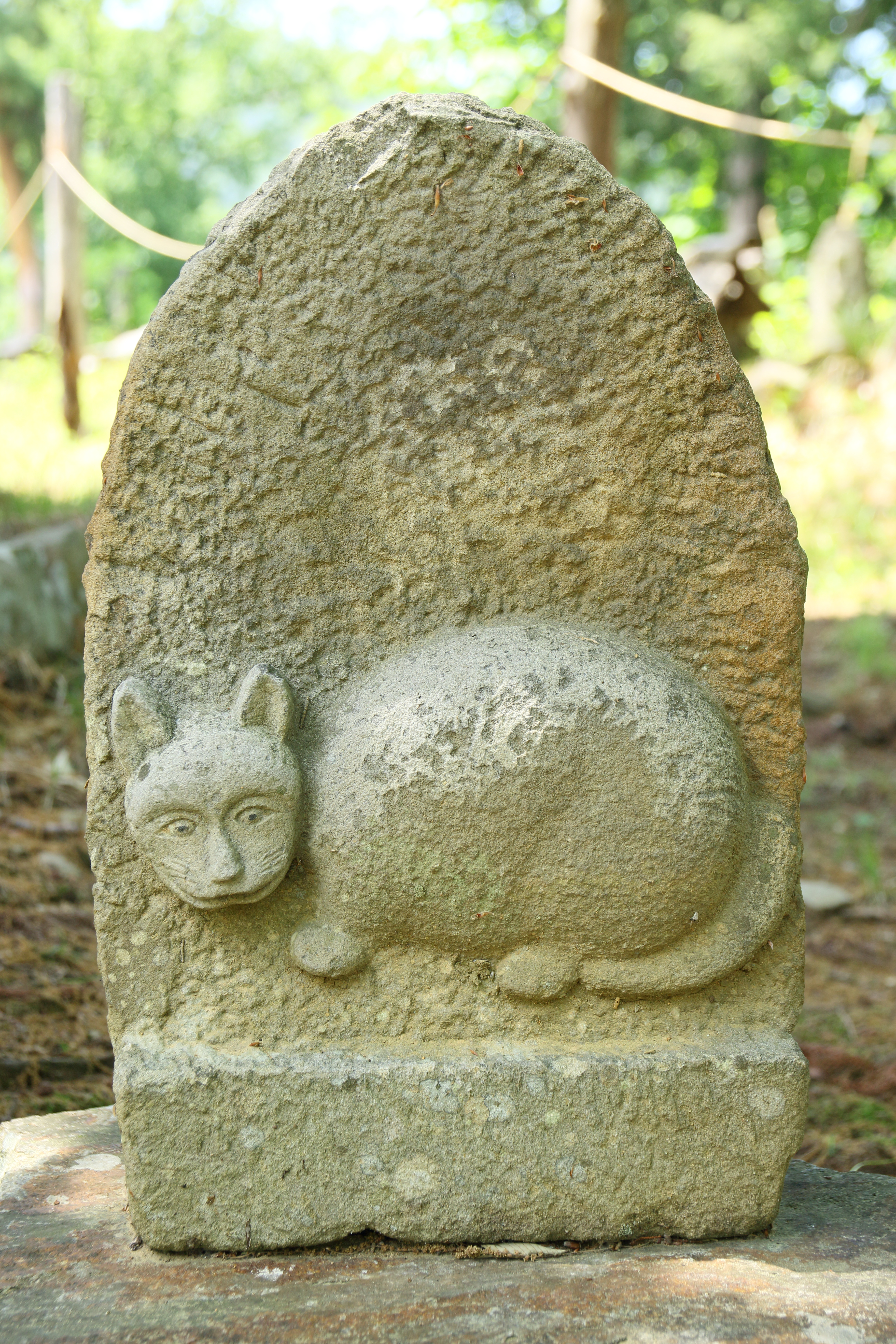
猫神
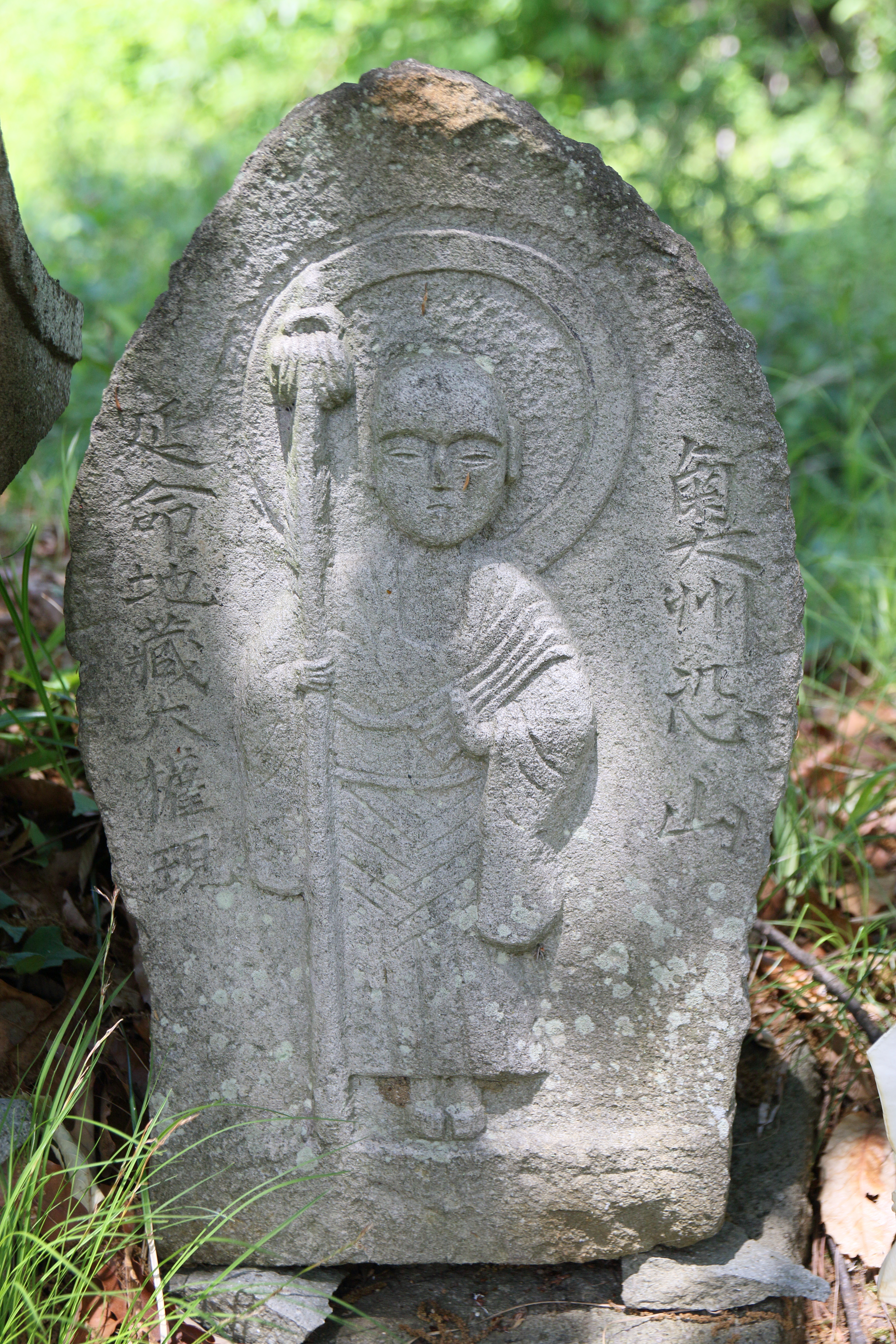
延命地蔵
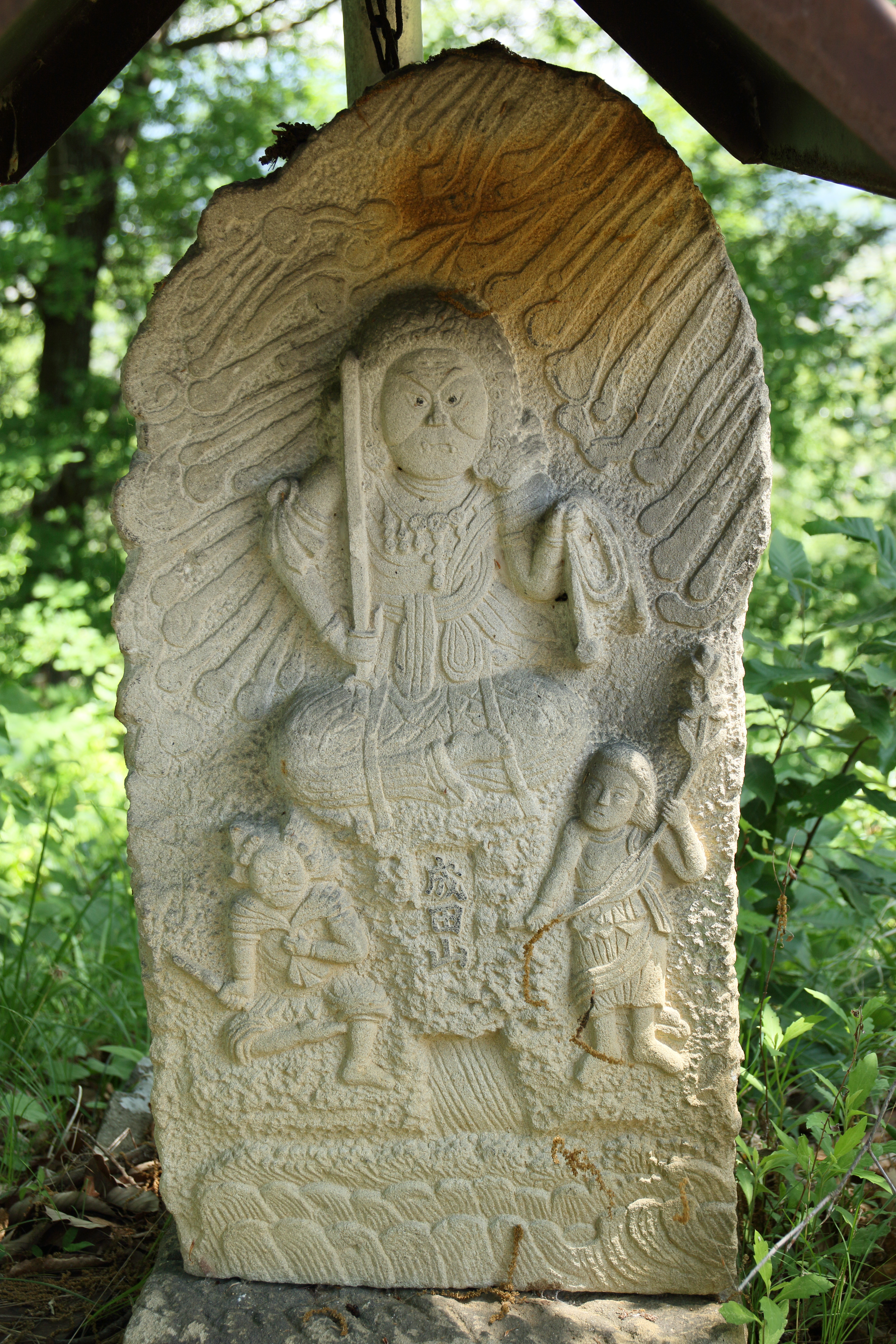
不動明王
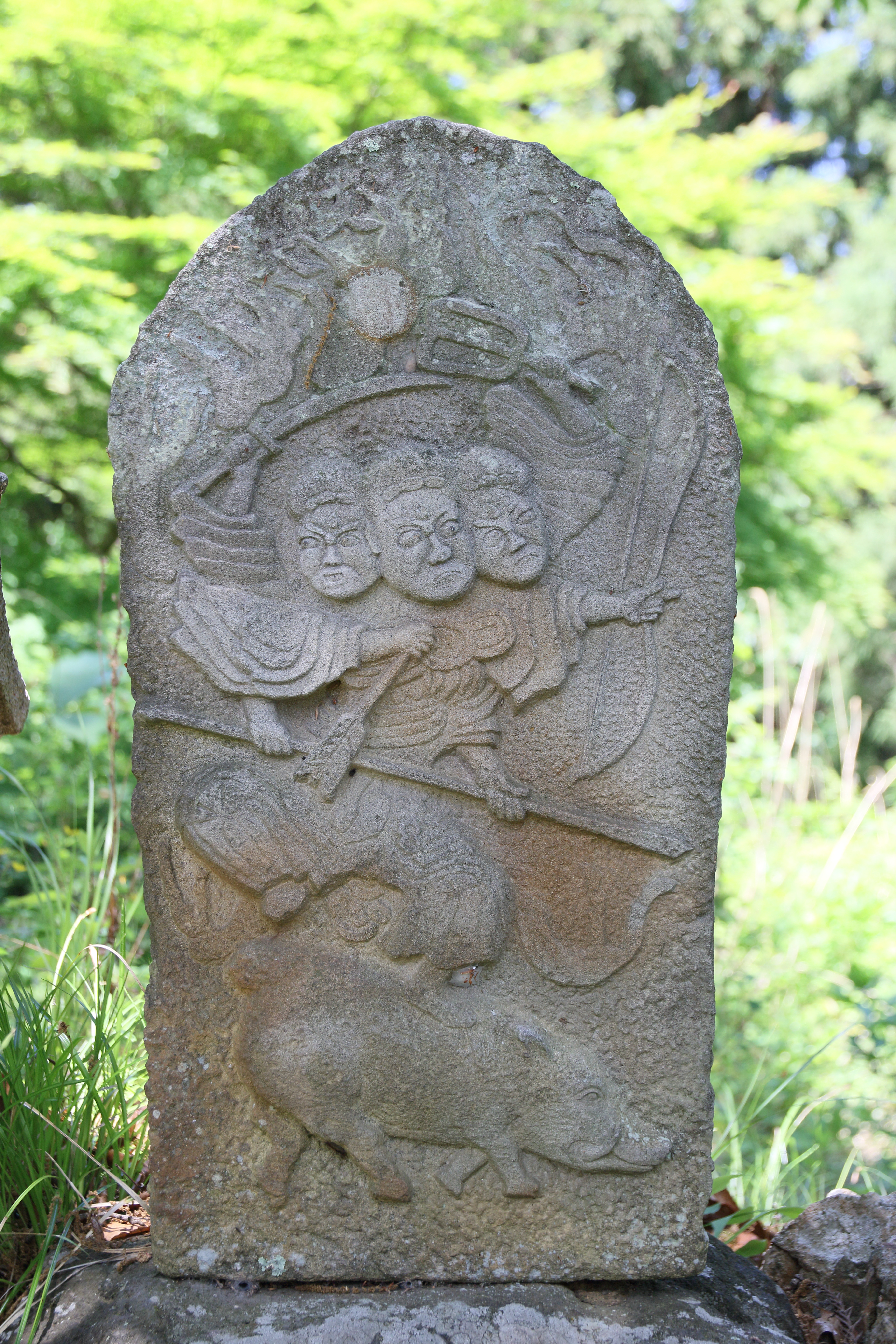
摩利支天
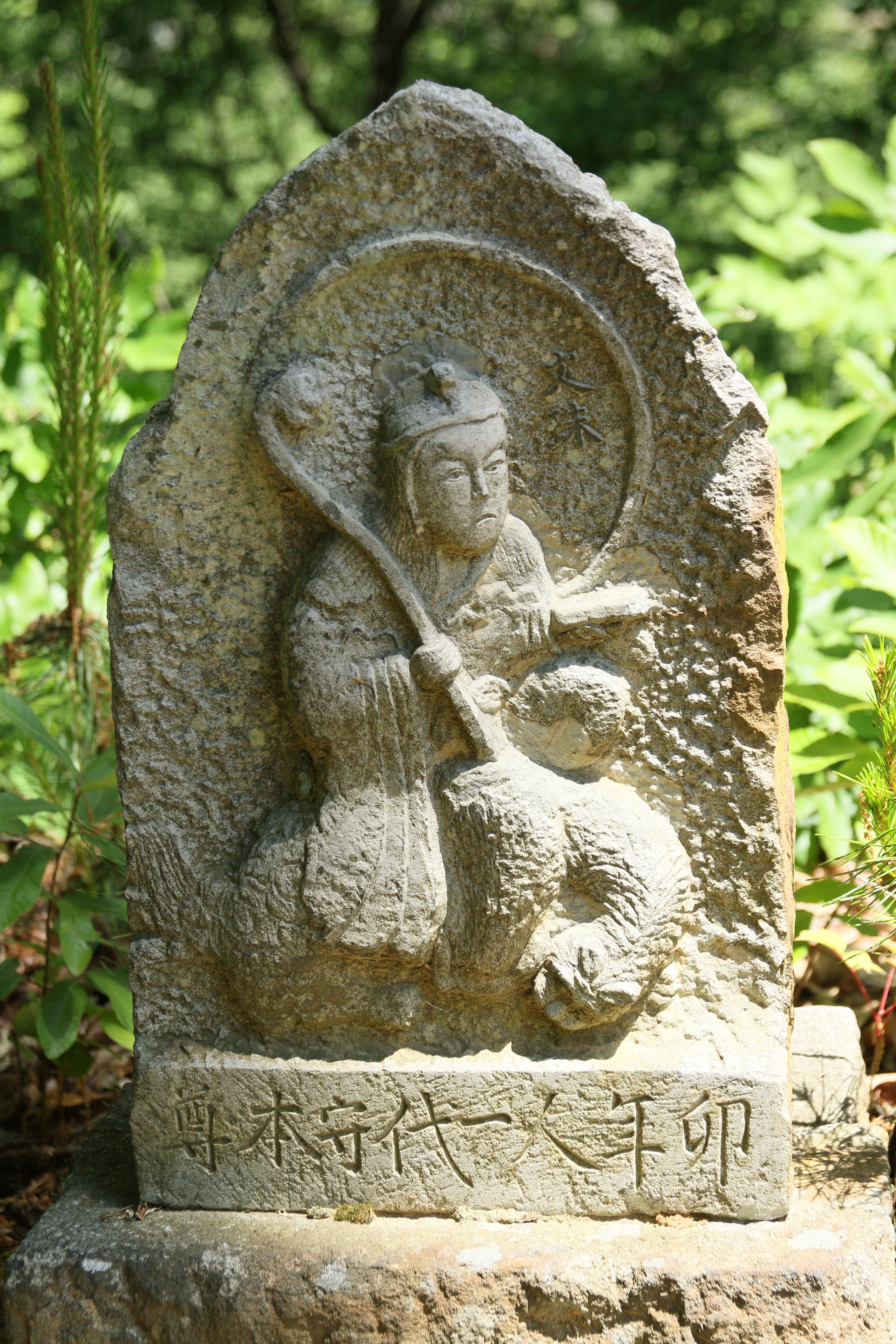
文殊菩薩
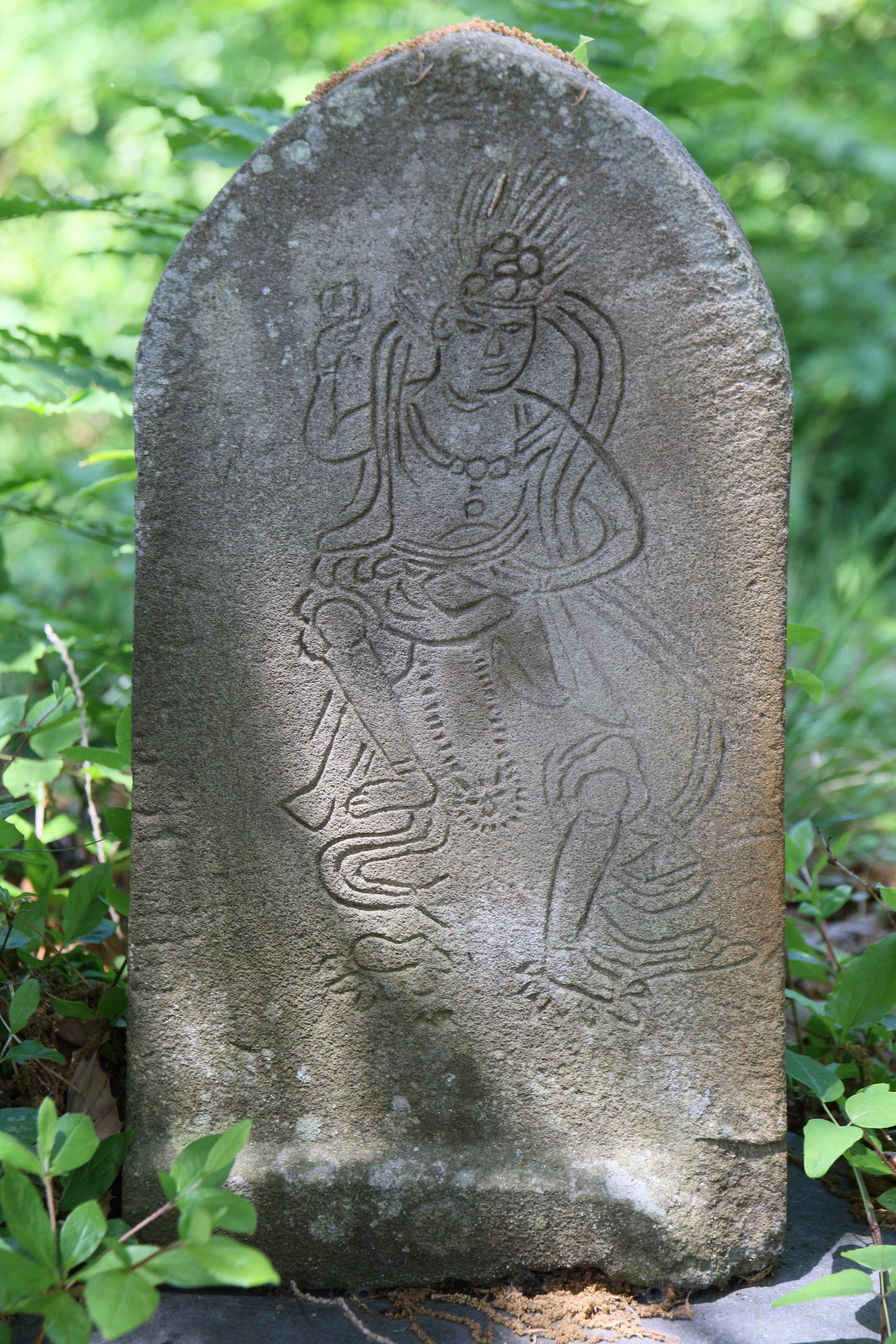
蔵王権現
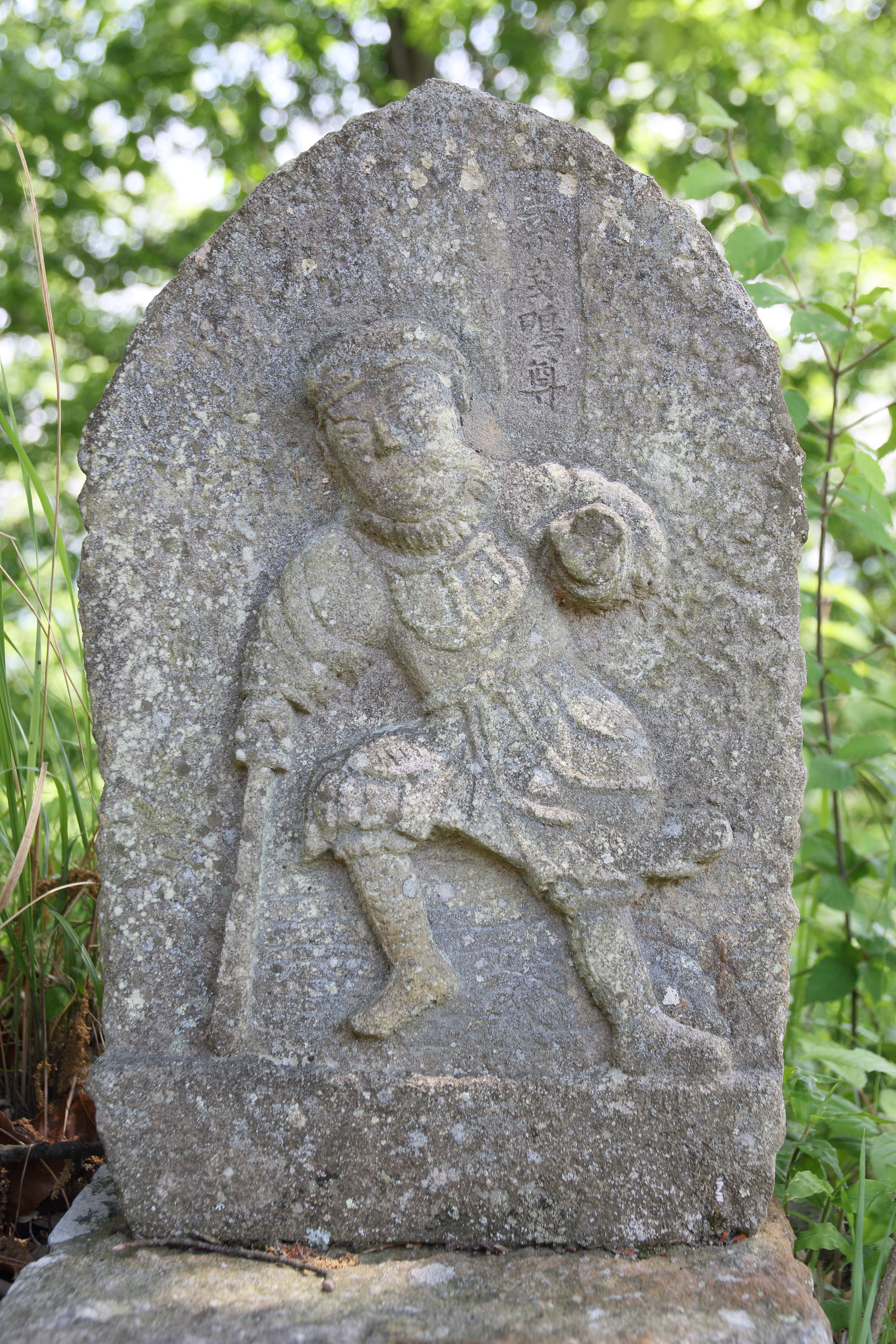
素戔嗚
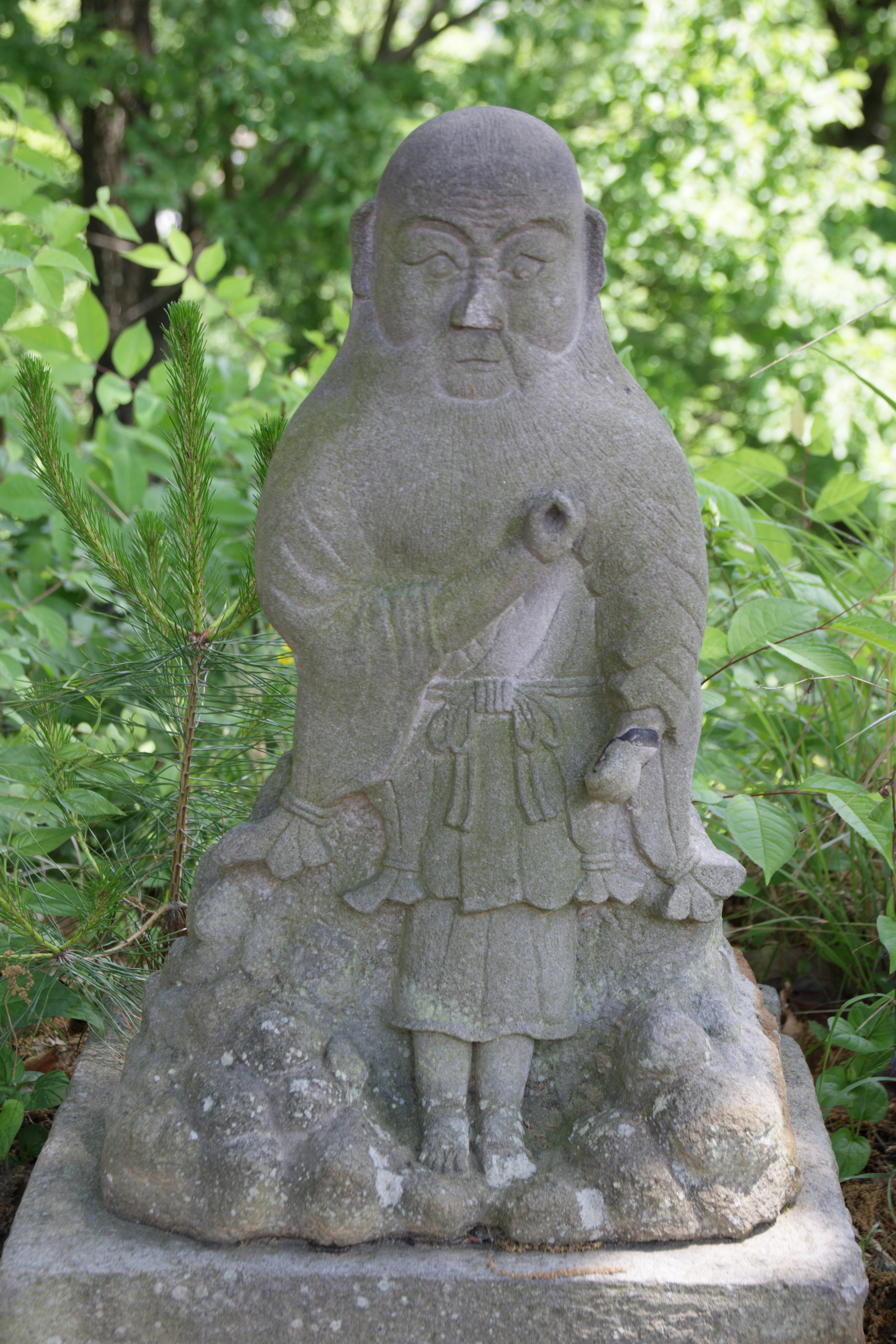
猿田彦
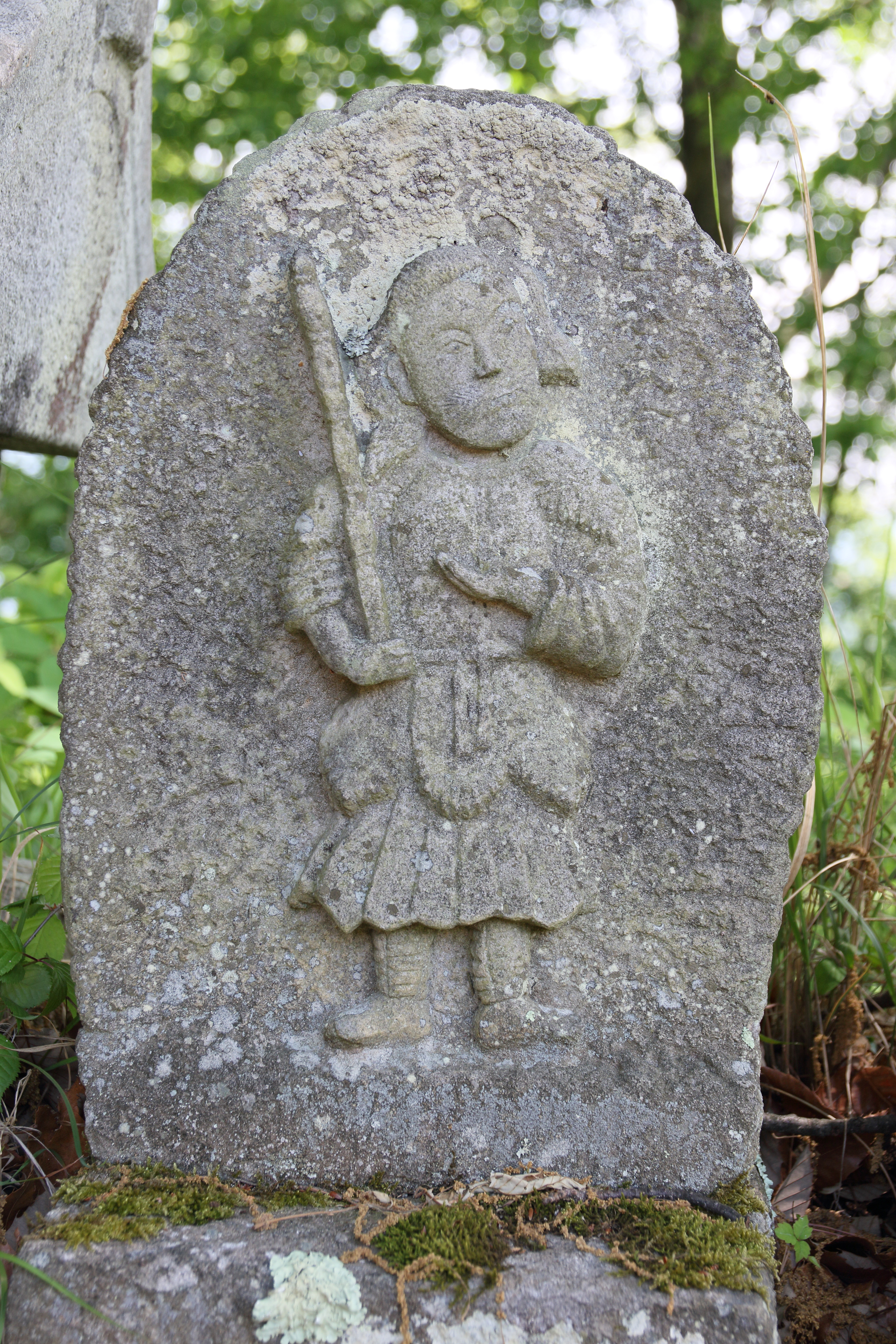
日本武尊
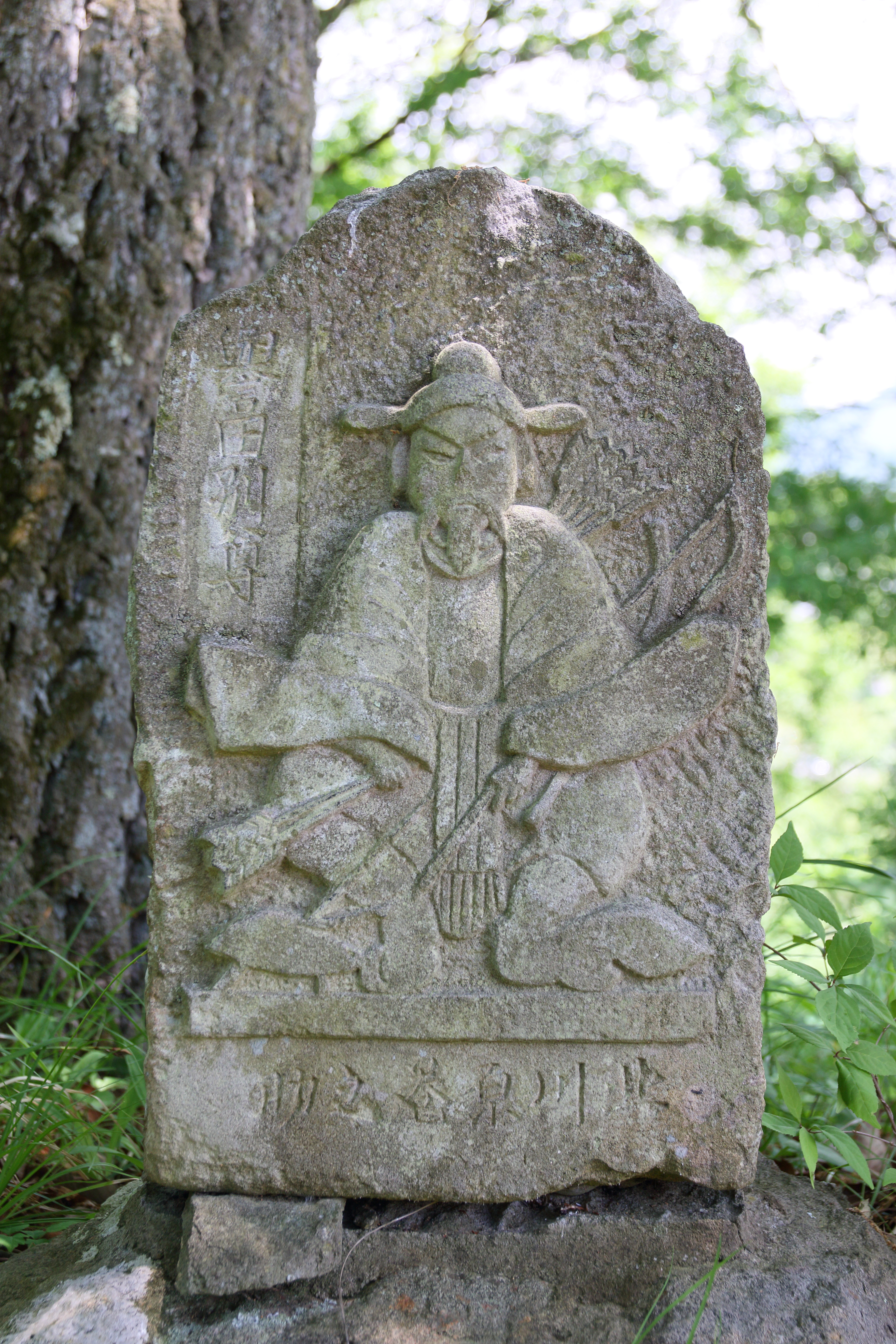
誉田別
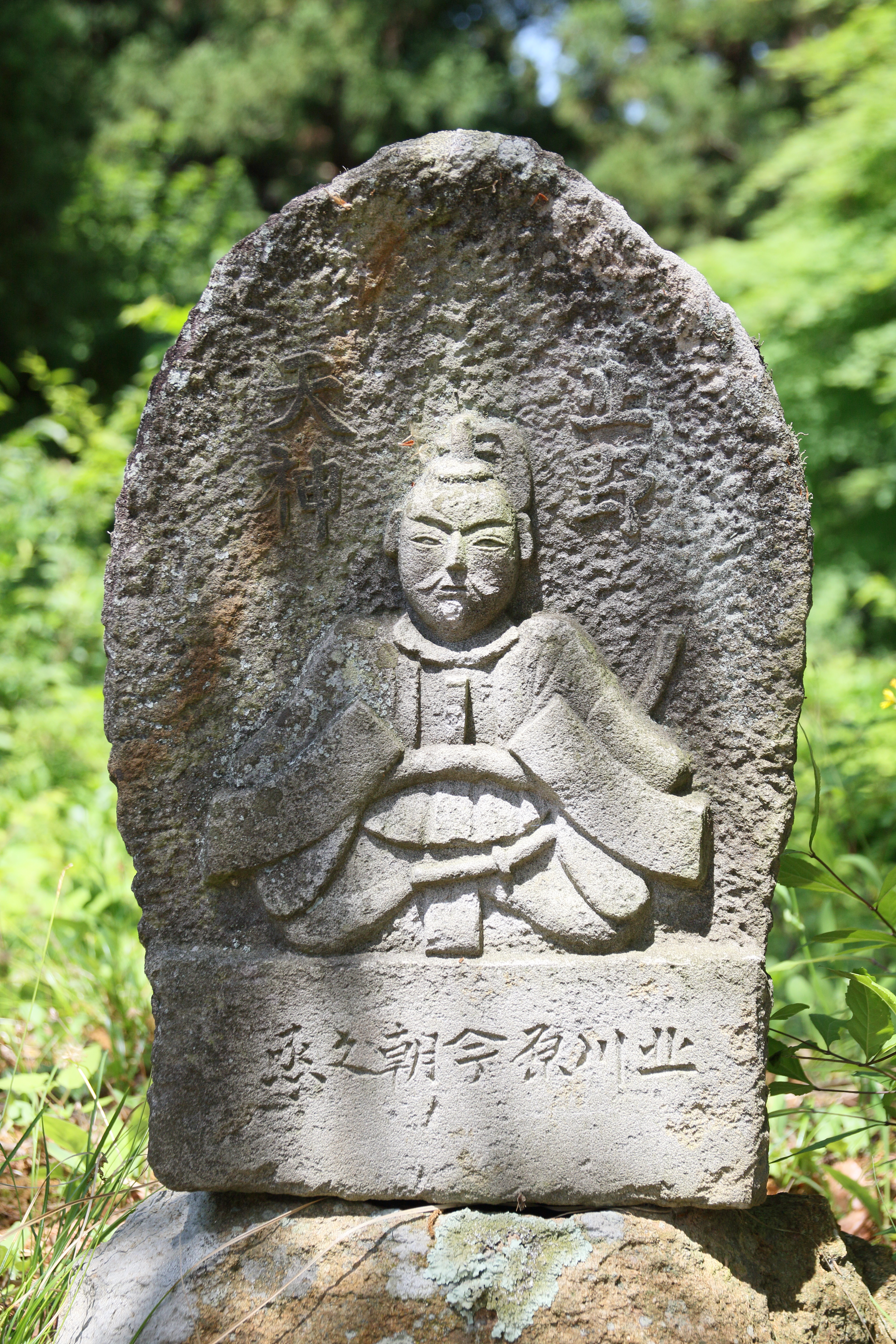
天神
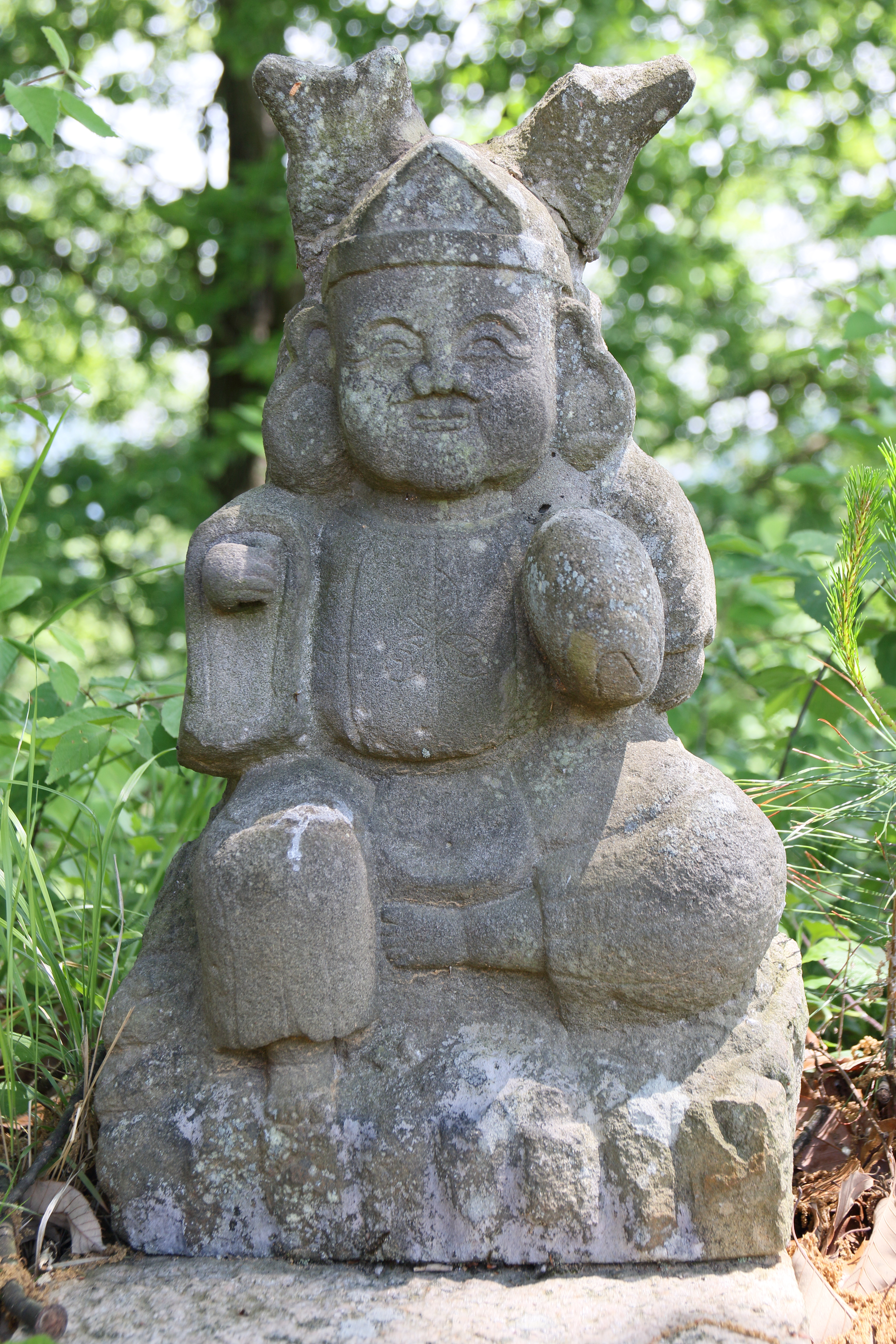
恵比寿
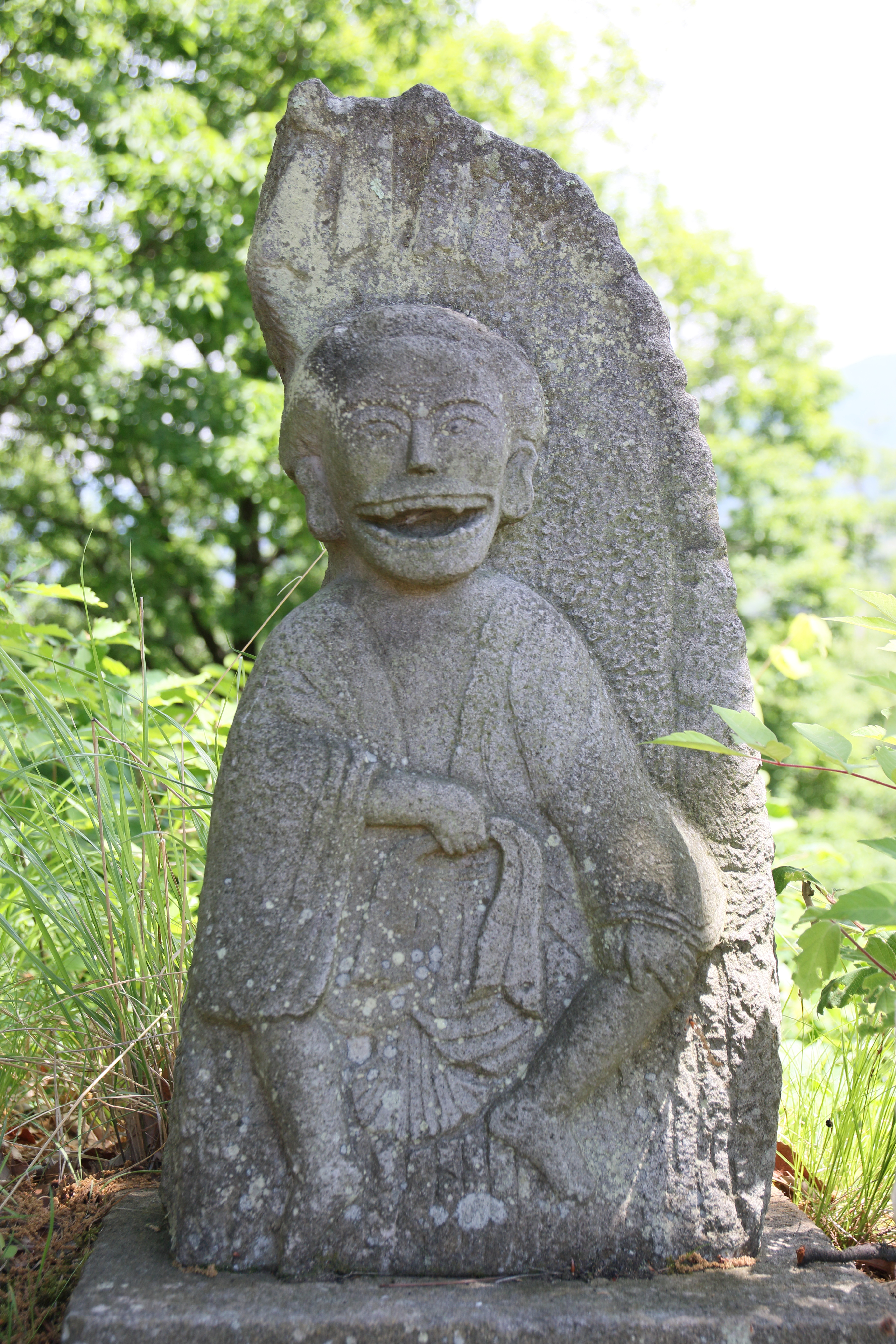
奪衣婆
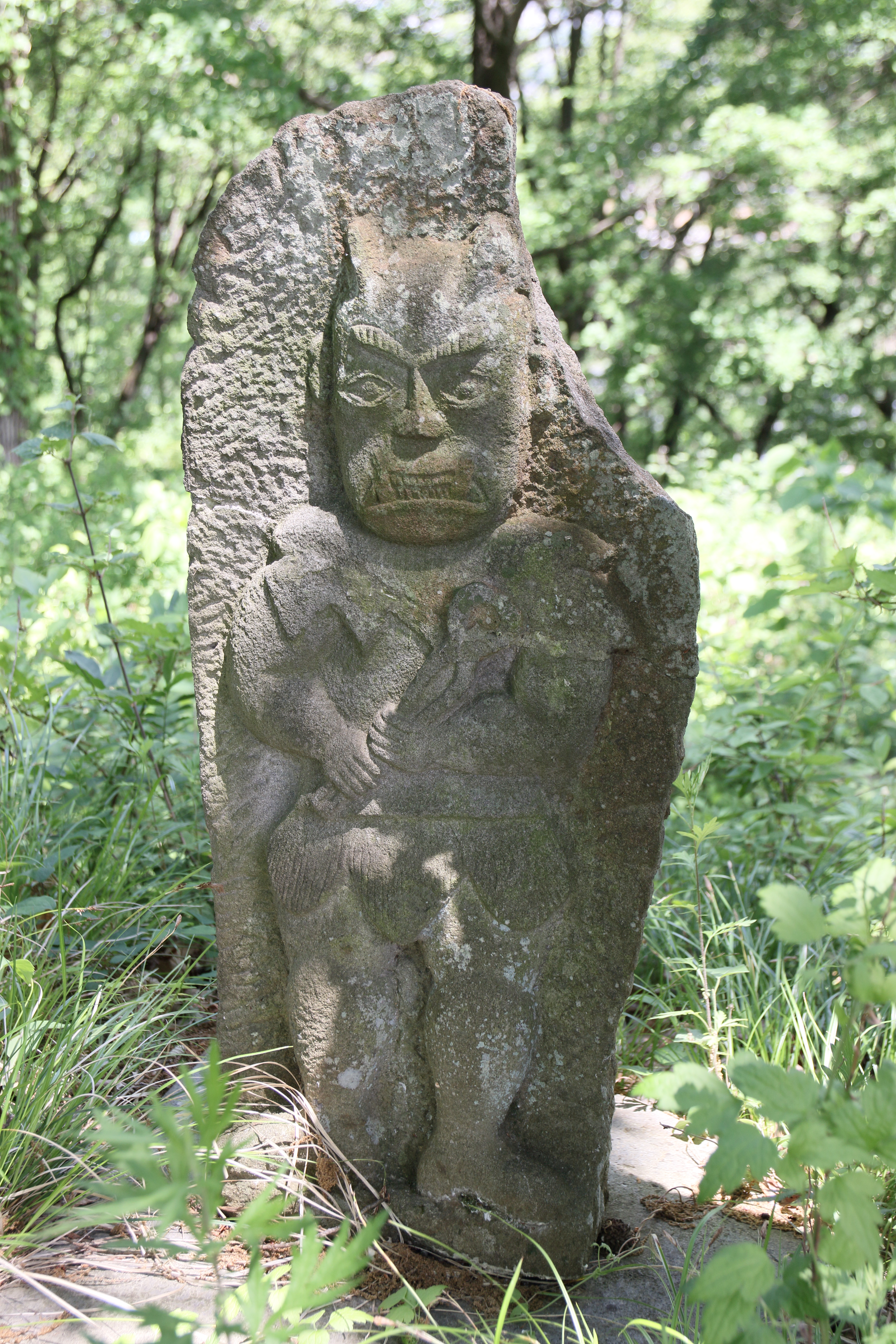
鬼

## 交通アクセス
大雲寺までの行程は下記の通り。
公共交通機関
しなの鉄道・屋代駅よりタクシーで10分間。
自家用自動車
長野自動車道・更埴インターチェンジから5キロメートル、自動車で15分間。普通車5台が駐車可能な駐車場がある。
霊諍山の石仏までは、さらに徒歩で20分間を要する。